# حمزة ماهر باشا السلحدار
حمزة ماهر باشا السلحدار (بالتركية: Silahdar Mahir Hamza Paşa)‏ كان الصدر الأعظم للدولة العثمانية في الفترة ما بين 7 أغسطس 1768 حتى 20 أكتوبر 1768.  تُوفي في 1768 بمدينة كليبولي.